# 869
869 је била проста година.

## Догађаји
- Википедија:Непознат датум — Владавина династије Абасида у Багдаду.

- Лето – Цар Василије I склапа савез са франачким царем Лујем II против Сарацена. Шаље византијску флоту од 400 бродова (према Аналима Бертинијани), под командом адмирала Никите Орифаса, да подржи Луја (који опседа градску луку Бари) и да очисти Јадранско море од муслиманских освајача.
- Храм Свете Софија у Цариграду претрпела је велику штету током земљотреса, због чега се источна полукупола урушила. Цар Василије I наређује да се поправи.
- 8. август – Лотар II, краљ Средње Франачке (Лотарингије), умире у Пјаћенци, на путу кући са састанка са папом Хадријаном II у Риму, како би добио сагласност за развод. Лотарингија је потом подељена између Лотаирових ујака, Карла Ћелавог од Француске и Луја Немачког.
- Данци, предвођени викиншким поглавицом Иваром Бескосним, „склапају мир“ са Мерсијанцима (прихватајући Данегелд). Ивар напушта Нотингем на коњу и враћа се у Јорк.
- Јесен – Велика паганска војска, предвођена Иваром Бескосним и Убом, напада Краљевство Источне Англије и пљачка Питерборо. Викинзи заузимају зимске смештаје у Тетфорду.
- 20. новембар – Викинзи освајају Источну Англију, убивши краља Едмунда Мученика.
- Побуна Занџа: Занџи (црни робови из Источне Африке), изазвани немилосрдно тешким условима рада у сланим равницама и на плантажама шећера и памука југозападне Персије, дижу побуну.
- Лето – Калифа Ел-Мутаза убијају побуњене муслиманске трупе, након трогодишње владавине. Наследио га је Ел-Мухтади (унук покојног Ел-Мутасима), као владар Абасидског калифата.
- 9. јул – Земљотрес у Санрикуу 869. године и пратећи цунами уништавају велики део обале Санрикуа на североисточној страни острва Хоншу.
- Први фестивал у Гиону одржава се како би се сузбила епидемија за коју се сматра да ју је изазвало љутито божанство.
- Последњи споменик икада подигнут у Тикалу, Стела 11, посветио је владар (аџав) Јасав Чан Кавил II.
- 5. октобар – Почео је Четврти сабор у Цариграду, који су сазвали цар Василије I и папа Хадријан II. Сабор je осудиo Фотија I и свргнуo га са места цариградског патријарха, враћајући његовог претходника Игњатија.

## Смрти
- 8. август —Лотар II (краљ Лотарингије), краљ Лотарингије (*835.)